# Lyme Bay
Lyme Bay – zatoka u południowych wybrzeży Anglii (Wielka Brytania), pomiędzy Start Bay na zachodzie a wyspą Portland na wschodzie, stanowi część kanału La Manche. Nad zatoką położone są hrabstwa Devon i Dorset. Jest częścią Wybrzeża Jurajskiego.